# 潘尚希
潘尚希（Poon Sheung Hei，2006年9月29日—），香港職業足球員，司職守門員，現時效力香港超級聯賽球會理文。

## 球會生涯

### 理文
潘尚希為港美混血兒，在香港土生土長的他10歲時加入理文青訓學院。
年僅16歲的潘尚希獲當時香港超級聯賽球會理文教練團賞識，於2023/24季前投身職業足球。